# Xanthorhoe dissolutaria
Xanthorhoe dissolutaria är en fjärilsart som beskrevs av Petersen 1902. Xanthorhoe dissolutaria ingår i släktet Xanthorhoe och familjen mätare. Inga underarter finns listade i Catalogue of Life.